# Калвача (аэропорт)
Аэропорт Казанлък (болг. Летище Казанлък) (ИАТА: -, ИКАО: LBKL) - аэропорт расположен вблизи села Овоштник в 9 км к югу от центра города Казанлык. Также известен как Аэродром Казанлык.
Аэропорт находится недалеко от Шипки, курортов Стара-Загоры и Севтополиса, древней столицы Фракии, в связи с этим, возможно использование аэропорта для чартерных рейсов. Планируется строительство твердого покрытия ВВП.